# Антонівка (Доманівська селищна громада)
Анто́нівка — село в Україні, у Доманівській селищній громаді Вознесенського району Миколаївської області. Населення становить 166 осіб. Колишній орган місцевого самоврядування — Маринівська сільська рада.

## Відомі особистості
В поселенні народився:
- Павлович Станіслав Миколайович (* 1954) — український військовий.